# Gabriele Nebe
Gabriele Nebe (Aachen, 21 de maio de 1967) é uma matemática alemã.
Nebe estudou matemática a partir de 1986 na Universidade Técnica da Renânia do Norte-Vestfália em Aachen (RWTH Aachen), onde obteve o diploma em 1990 e um doutorado em 1995, orientada por Wilhelm Plesken, com a tese Endliche Rationale Matrixgruppen vom Grad 24. No pós-doutorado esteve na Universidade de Bordeaux com Jacques Martinet e em 1999 no Bell Labs com Neil Sloane. Em 1999 obteve a habilitação em Aachen (Orthogonale Darstellungen endlicher Gruppen und Gruppenringe) e foi de 2000 a 2004 professora da Universidade de Ulm. Em 2004 foi professora da RWTH Aachen.
Em 2003 e 2004 foi pesquisadora visitante na Escola Politécnica Federal de Lausanne com Eva Bayer-Fluckiger, em 2003 na Universidade Harvard com Benedict Gross e em 2006 e 2008 na Universidade de Sydney com John Cannon. Também trabalhou com Boris Wenkow.

## Obras
- com Wilhelm Plesken Finite rational matrix groups, American Mathematical Society 1995 (Memoirs AMS 556)
- com Eric Rains, Neil J. A. Sloane Self dual codes and invariant theory, Springer Verlag 2006 (Algorithms and computation in mathematics 17)
- Gitter und Modulformen, Jahresbericht DMV, Volume 104, 2002, Caderno 3, p. 124–144
- Faktorisieren ganzer Zahlen, Jahresbericht DMV, Volume 102, 2000, p. 1–14